# تپه کمیر مالمیر
تپه کمیر مالمیر مربوط به دوران پیش از تاریخ ایران باستان تا دوران‌های تاریخی پس از اسلام است و در شهرستان کوهدشت، بخش مرکزی، کمیرمالمیر واقع شده و این اثر در تاریخ ۷ آذر ۱۳۸۳ با شمارهٔ ثبت ۱۱۲۳۰ به‌عنوان یکی از آثار ملی ایران به ثبت رسیده است.